# 主干道
主干道，又称主干路，一般可以指城市中很重要的道路，不过各地区的具体定义或者行业定义略有不同。

## 定义

### 中国大陆
主干路以交通功能为主，为连接城市各主要分区的干路，是城市道路网的主要骨架。根据中国大陆公布的《城市道路工程设计规范》，“主干路应连接城市各主要分区，应以交通功能为主，两侧不宜设置吸引大量车流、人流的公共建筑物的出入口”。主干路的设计车速为40-60km/h，路面结构的设计使用年限为15-30年。
不过民间常把城市里最重要的几个道路称作主干道，并没有严格的定义。
对农村道路的分类不存在主干路或主干道，常把发挥类似作用的道路直接称作一级公路。

### 台湾
主幹道，又称主干路，是連接城市各交通樞紐、全市性的公共場所，是客貨運的主要路線；也可以說是貫穿城市各區的主要道路網絡群。此处主干道的定义包括了大陆《城市道路工程设计规范》的主干路与次干路。

## 城市
城市的主幹道，一般通過開路或擴闊的方法鋪設。
對於城市的老區來說，開通路段對原居民會産生極大的影響，因此擴闊原本的狹小街道成為主幹道是折衷的方法。
但是有时为了缓解城市严重的道路拥堵，政府部门会计划安排城区甚至市中心拆迁，开辟主干路。

## 農村
為了經濟發展，主幹道都會直接通入農村，以使當地能與城市接通。